# Argyrosomus beccus
Argyrosomus beccus  é uma espécie de peixe da família Sciaenidae e da ordem Perciformes.

## Morfologia
- Os machos podem atingir 23 cm de comprimento total.[4]

## Habitat
É um peixe marítimo, de clima subtropical e bentopelágico.

## Distribuição geográfica
É encontrado em África do Sul.

## Observações
É inofensivo para os humanos.